# 亚历山大·科萨列夫
亚历山大·瓦西里耶维奇·科萨列夫（俄语：Александр Васильевич Косарев，1903年11月1日—1939年2月23日），是苏联共青团第一书记，1938年被捕，1939年遭到枪决。1954年平反。